# Fuks (serial telewizyjny)
Fuks (ang. Windfall) – amerykański serial telewizyjny emitowany w NBC w Polsce na Fox Life i Polsat.

## Fabuła
Serial opowiada o grupie osób, które wygrały na loterii po 20 milionów dolarów. Każdy uczestnik inaczej przyjmie wygraną i inaczej ją wyda.
Numery dzięki którym bohaterowie wygrali po 20 milionów dolarów to → 12,9,19,7,1. Jest to data urodzin Camerona: 12.9.1971 rok.

## Obsada
- Sarah Wynter jako Beth Walsh
- Jason Gedrick jako Cameron Walsh
- Jon Foster jako Damian Brunner
- Alice Greczyn jako Frankie McMahon
- Jaclyn DeSantis jako Maggie Hernandez
- Lana Parrilla jako Nina Schaefer
- Luke Perry jako Peter Schaefer
- D.J. Cotrona jako Sean Mathers
- Nikki DeLoach jako Sunny van Hattern
- Peyton List jako Tally Reida
- Malinda Williams jako Kimberly George
- Sarah Rose Glassman jako Daisy Schaefer
- Emma Prescott jako Violet Schaefer
- Tembi Locke jako Addie McMahon
- Larissa Drekonja jako Galina Kokorev
- Jonathan LaPaglia jako Dave Park
- Sarah Jane Morris jako Zoe Reida
- Channon Roe jako Jeremy
- Nicholle Tom jako Elisa
- Cheyenne Haynes jako Isabel Hernandez

## Wydana gotówka
| Beth Walsh - 30,000 - Zapłata za Hotel. - Zakupy w Paryżu. | Cameron Walsh - 5,500,000 - Nowy dom. - Inwestycja w firmę rowerów. - Opieka nad dzieckiem. | Damian Brunner - 265,000 - Zapłata Galinie. - Prawnik - Pierścionek dla Galiny. - Randka z Frankie. - Sportowy samochód. | Frankie McMahon - 3,012,000 - Zapłata za Hotel. - Ochroniarz - Mieszkanie w Nowym Jorku. | Kimberly George - 775,000 - Nowy dom. - Pieniądze dla szkoły. - Mieszkanie w Hotelu. | Maggie Hernandez - 485,000 - Kupno restauracji. - Nowy samochód. | Nina Schaefer - 20,000 - Przyjęcie dla dzieci z "Piotrusiem Panem" - Zakupy w Paryżu. | Peter Schaefer - 20,000,000 - Firma rowerów. - Alarm do domu. - Willa. - Wakacje ze sponsorami. | Sean Mathers - 18,000 - Połowa wygranej dla Zoe. - Zapłacenie za wskazanie miejsca "zamieszkania" Zoe. |  |

## Spis odcinków
| Światowa premiera | Polska premiera | N/o | Polski tytuł                 | Angielski tytuł        |
| ----------------- | --------------- | --- | ---------------------------- | ---------------------- |
|                   |                 |     |                              |                        |
| SERIA PIERWSZA    |                 |     |                              |                        |
|                   |                 |     |                              |                        |
| 08.06.2006        | 29.03.2007      | 01  | Wygrana                      | Pilot                  |
|                   |                 |     |                              |                        |
| 15.06.2006        | 05.04.2007      | 02  | Eskapada                     | The Getaway            |
|                   |                 |     |                              |                        |
| 22.06.2006        | 05.04.2007      | 03  | Łatwo przyszło, łatwo poszło | There And Gone Again   |
|                   |                 |     |                              |                        |
| 29.06.2006        | 12.04.2007      | 04  | Życie z dreszczykiem         | Running With The Devil |
|                   |                 |     |                              |                        |
| 06.07.2006        | 12.04.2007      | 05  | Przepływ pieniędzy           | Money Changers         |
|                   |                 |     |                              |                        |
| 13.07.2006        | 19.04.2007      | 06  | Tajemniczy wybawca           | White Knights          |
|                   |                 |     |                              |                        |
| 20.07.2006        | 19.04.2007      | 07  | Zmiana partnera              | Changing Partners      |
|                   |                 |     |                              |                        |
| 27.07.2006        | 26.04.2007      | 08  | Wysłuchane modlitwy          | Answered Prayers       |
|                   |                 |     |                              |                        |
| 03.08.2006        | 26.04.2007      | 09  | Mit bogactwa                 | The Myth Of More       |
|                   |                 |     |                              |                        |
| 10.08.2006        | 03.05.2007      | 10  | Małe brudne sekrety          | Crash Into You         |
|                   |                 |     |                              |                        |
| 17.08.2006        | 03.05.2007      | 11  | Prawda ujawniona             | Truth Be Told          |
|                   |                 |     |                              |                        |
| 24.08.2006        | 10.05.2007      | 12  | Niezwłoczna pomoc            | Urgent Care            |
|                   |                 |     |                              |                        |
| 31.08.2006        | 10.05.2007      | 13  | To co bezcenne               | Priceless              |
|                   |                 |     |                              |                        |